# 阿曼达·贝内特
阿曼达·贝内特（英語：Amanda Bennett，1952年7月9日—）是一位美國新聞從業員和作家，同時是美国之音前台长。她曾经因为批判民主国家政府事务获得普利策奖，被批评因丈夫唐纳德·格雷厄姆在中国投资而对中国言论温和。

## 個人生活
貝内特生於美國麻薩諸塞州劍橋，成長於新泽西州布頓鎮。她就讀於布頓高中，於1971年畢業。

## 職業生涯
在美国之音的一次直播中，对参与共产党内斗的郭文贵采访。原计划的三小时直播，因为阿曼达贝内特避免伤害中国方面荣誉而指令下属断播。
美国之音宣布断播原因为「停电」，并开除了数人；公众不能接受美国之音关于「停电」的声明。随后，美国国会启动了相关调查。调查结果确定广播理事会成员中有人瞒报与中国的利益勾结关系，阿曼达·贝内特拒绝承认断播是受中国政府指使，认为断播行为就像中国中央电视台一样根据党的政策主动审查「平衡报道」行为。
2020年6月15日，阿曼达·贝内特辞去美国之音台长一职。2021年11月12日，美国总统拜登提名她出任美国国际媒体署署长。